# Стари Шабац
Период историје Старог Шапца се везује за време од 1816. до 1914. године, од доласка Јеврема Обреновића у Шабац до почетка Првог светског рата.

## Шабачка варош
Почеци формирања урбаног центра почињу и знатно пре, настанком, тачније израстањем Баира, као трговачког центра у 18. веку. Са друге стране, разарања које је Шабац претрпео на самом почетку Првог светског рата, пре свега бомбардовањем од стране два речна монитора, су знатна. Године 1918. се укида и сама идеја настанка Шапца, као граничног града, измештањем границе са Аустроугарском.
Првобитно, Шабац се састоји из Преког и Доњег шора, Баира и Камичка. То су предграђа везана за сам период златног времена Шапца. Међутим и пре тог периода почетни Шабац, касаба, састојао се од неколико насеља, од којих се могу издвојити Баир, Беглук-бара, Шабачка пољана, Тврђава, Табак-мала. 1807. године настаје и Шабачка Махала, са подручја Баира и Шабачке пољане. Тако да се у првој половини деветнаестог века у Шапцу спомињу: Главна чаршија, Преки шор, Доњи шор, Шабачка Мала, Камичак, Велика Пијаца, Беглук-бара, Тврђава, Шипурске ливаде, Тополик, Шабачко поље.

## Правителствена улица
Главна чаршија, се у почетку звала и Францов сокак, а затим и Правителствена улица. У Главној чаршији се налази већи број објеката, пре свега конака, као што су конак Господар Анте Богићевића, Господар Јеврема и Симе Сломе (конак Луке Лазаревића). Од времена када је у Господарском конаку смештена општина, улица се назива и Правителственом улицом. Правителствена улица представља најужи центар града. У Правителственој улици током времена живе Јеврем Обреновић, Милош Богићевић, Милош Ј. Обреновић, Лука Лазаревић, Лаза Лазаревић, Вера Благојевић,
Мавид Поповић, а налазе се славне кафане: Америка (Деспота Ракића), Девет дирека (Југославија, Аце Кнежевића), Уживација, Велика Србија, Подриње, Хотел Гранд, кафана Велика Касина. Кафану Америка је приликом свог боравка у Шапцу посетио и Гаврило Принцип, који је са смештајем био у дворишту наспрам ње. У Америци свирају Цицварићи, док је власник кафане Америке, Деспот Ракић, отворио у Београду кафану Код Главног уреда (у непосредној околини Железничке станице). Преко пута Америке су Девет дирека, кафана која је примала многе, између осталог Јанка Веселиновића, Владимира Јовановића, и друге.
Са стране Америке, Правителственом улицом, настављају куће Андре Јовановића, фото радња Холивуд, кафана Уживација, ординација др Остојића, кафана Велика Србија, на самом углу данашњих Стојана Новаковића и Господар Јеврема (тада Полицијске и Правителствене) па затим кућа Доце Мијатовића, Илије Ранковића, зграда Подрињске банке, кућа Михаила Шкорића, кафана Подриње, кафана Касина, конак Луке Лазаревића, конак Анте Богићевића, место некадашње куће Кузмана Лазаревића, зграда Самуровића, зграда Крсмановића.

## Палата Крсмановића
Са Палатом Крсмановића је дакле почињала Правителствена улица, а настала је као мираз Ј. Крсмановића. У палати Крсмановића се налазе многе установе културе, садржаји, Гимназија на спрату здања, Бора Антонић у приземљу, чешка продавница Бата, локал Јевреја Аврамовића, књижара Чеде Гајића.
Шабачка Правителствена улица са палатом Крсмановића и Жупанијским двором (с друге стране) излази на велику пијацу и главни градски трг, из времена Јеврема. У том периоду Јеврем је прописао ширину улица за 8 клафти, 16 метара, као и да се улице додирују под правим углом. То је уосталом и основна разлика у односу на Баир, чије су улице из осамнаестог века биле закривљене у виду полумесеца, и секле се такође у лунарном облику.

## Жупанијски двор
Жупанијски двор на Великој пијаци, била је зграда која се наслањала на хотел кафану Велика Гостионица Јање Глазеровић. Жупанијски двор је било седиште Великог жупана (најпознатији велики жупан са два кмета, био је ваљевски Велики жупан Васа). У Жупанијском двору се одигравала и Алавантићева афера.
После Жупанијског двора, долазе зграде Начелства, које су подигнуте 1904. на месту Господар Јевремог двора, конкретно друга зграда Начелства, као освета „нове“ династије Карађорђевића, као што је и Београдска улице (тј. Доњи шор) преименована у Карађорђеву улицу. А други део Доњег шора у Мишарску (затим Луке Лазаревића). Зграде Начелства је духу неокласицизма пројектовао Милорад Рувидић, липолишћански архитекта.

## Конак Јеврема Обреновића
У Конаку Господар Јеврема се у то време налазио већи број садржаја, почев од собе гарде, кујне, дечје собе, диванхане. Намештен је био са креветима наместо асура, на којима се у то време спавало, пенџерима, столицама од дамста, и намештајем од аустријског мебла, клавиром. Конак господар Јеврема 1890. године посећују и краљ Милан из Беча и краљ Александар, обележавајући годишњицу рођења свог деде Јеврема. На конак је том приликом стављена и спомен-плоча. Александар Обреновић ће ставити темеље садашње касарне у Шапцу а и основна школа у Преком шору (Јанко Веселиновић) ће се за ту прилику назвати Прва Основна Краљевска школа (у Београдској улици).
Конак је имао своје педагоге, Димитрија Тирола, једног од оснивача Друштва српске словесности и Јозефа Шлезингера, управника првог војног оркестра. За потребе Конака, створена је Правителствена башта, повртњак у коме су култивисане различите сорте, претходник Јевремове баште. Из којега је затим настао и Правителствени парк, Градски парк, 1893. године.

## Кућа Богатинчевића
После Конака од изузетнога значаја је и кућа Богатинчевића, где се налази штампарија А. А. Славуја, која покреће први градски лист, Шабачки гласник, са уредништвом Владимира М. Јовановића. Влада Јовановић је најпре у штампарији благајник, да би после открио и предложио штампање прве збирке приповедака Јанка Веселиновића. Један од Богатинчевића, је био и Теја Богатинчевић, градски инжињер заслужан за настанак осавремењеног Правителственог парка.
Негде поред куће Богатинчевића, знаменити дувански трговац Јоца Јовановић подиће зграду, коју ће после преласка у Београд, да поклони Шабачкој трговачкој омладини (данашњи шабачки културни центар). Та зграда ће у Првом светском рату бити погођена монитором, али ће се са изменама обновити, за потребе омладине, и друштвеног живота. Јоца Јовановић, радикал који је добијао значајне концесије за дуван, подиће и у Београду велелепно здање, Палату Јоце Јовановића.

## Хотел Гранд
Пред крај деветнаестог века, испред Шабачке трговачке омладине, један од браће Гајића, отвора хотел Гранд, први укупно од три потоња шабачка Хотела Гранд. Други Хотел Гранд ће нићи нешто ниже, а биће познат по томе што се ту налазио као адвокат Јова Благојевић, будући шабачки градоначелник, и отац Вере Благојевић. Првобитни Хотел Гранд је имао биоскоп и изузетну башту.
Након другог Гранда у Главној улици, узводно долази кућа адвоката, са којом је почињала Чешка улица (садашња Лазе Лазаревића улица). Затим на потезу ка Девет дирека, кућа Тоше Јовановића, који је имао још најмање две куће, и то као по правилу на градским сквервима, на месту Дома Војске и бивше Банке. Низ десне стране Правителствене улице завршава са Мачванским тргом и кафаном Девет дирека (Хотел Југославија).

## Преки шор
Преки шор је улица позната по великом броју личности и културних здања. У Преком шору су рођени или живели Стојан Новаковић, Сима Тројановић, оснивач етнографског музеја, прота Јован Павловић, Милорад Поповић Шапчанин, Јанко Веселиновић, Живојин Павловић. Преки шор ће се с краја деветнаестог века и до тридесетих година двадесетог века звати Поцерска, а затим Масарикова улица.
У Поцерској улици се налази већи број кафана Лаф, Мирамаре, Бели крст, Српска круна. У простору кафане Мирамаре  је данашњи Абрашевић (назван по белведеру Фрање Јосифа). А наспрам Мирамара је Лаф, кафана спортског клуба Мачва, Аероклуба, библиотеке. Бели крст је кафана у улици где се налазе две куће Драгомира Драже Петровића, па је подигнута као кафана овог радикалског адвоката и назана по одликовању додељеном Шапцу. Мирамаре је са друге стране кафана Демократске странке. Српска круна се налази на крају Преког шора са стране Лафа.
У Поцерској улици се за време Првог светског рата налази Ратна команда, а затим Пошта, Штампарија листа Радикал, а поред Гимназије Штампарија М. Илића.
У простору Шабачке порте је и споменик Ослободиоцима Балканских и Првог светског рата подигнут од вајара Франа Динчића, који је радио и решење за орден народног хероја Другог светског рата.
Између два рата у Масариковој улици (названој по чехословачком председнику Томашу Масарику) је позната Мала Касина, или само Касина, пошто је Велика Касина престала са радом током Првог светског рата. У Шапцу је иначе постојало пет Касина: Велика Касина, Земљорадничка Касина, Занатлијска Касина, Радничка Касина и Мала Касина.
Три најстарија објекта Шапца се налазе у Поцерској улици, и то: зграда Полугимназије, Шабачка библиотека (Владичански конак) и кућа проте Јована Павловића.
Потребно је направити разлику између зграде некадашње Полугимназије и данашњег здања Гимназије. У згради некадашње Полугимназије се данас налази Народни музеј Шабац. А на спрату Полугимназије некада, значајне личности Исидора Секулић, Милева Марић, Љубомир Стојановић, Јован Ђорђевић, Владимир Јовановић, Владимир Карић, Сима Тројановић, Владимир Васић.

## Шабачке улице
Улице су носиле функционалне називе за то време: Полицијска улица, данашња Стојана Новаковића, због тога што се у њој налази зграда Општине и Полиције, у њој су такође Амбари, назив за привремени општински затвор, ова улица је носила назив и Француска, у тренутку када је цео Соколски парк добио назив Тиршов венац, док је наставак Француске улице, данашња Лазе Лазаревића, некадашњи Тошин сокак (названа по првој кући Тодора Јовановића на почетку сокака, некадашња Планика), се звао Чешка улица све до Градског парка.
Грков сокак је била улица Браће Недића, звана тако по кафани Грка Илиоса, а настављао је на Топовску улицу, данашње В. Јовановића, која се опет звала првим делом Рабаџијски шор, или Рабаџилук. Телефонска улица била је улица Стевана Синђелића, између осталог и због тога што је телефон први увео Шапчанин, негде на страни. Шанин шор се прозвао по лепој Шани, ондашњој Баирчанки, у коју су се заљубила два баирска бега. Један од њих јој поклања хан, на самом почетку данашње Милоша Поцерца улице. Од конака још свакако треба споменути и конак Николе Луњевице и Бели конак Куртовића. У Белом конаку боравила је Мина Караџић. У конаку Николе Луњевице у Шапцу, трговца који је отворио други српски устанак, рођена је и Анка Обреновић, прва еманципована Српкиња, на месту данашњег Малог Метропола.

## Ћуприје и шорови Шапца
Кајмакчаланска улица се својевремено звала сокак Ристе А. Ђорђевића, због стругаре на крају потеза, где је била стругара поред железнице чекајући трупце који су тегљени сплавовима из Бајине Баште. Проте Смиљанића се, с друге стране, звала Сокак Тешмановића, по кафани Тешмана Солдатовића, у чијем дворишту је касније живео Коста Абрашевић.
Од старог Баира, свакако је најинтересантнији Ђумручки сокак, потоњи краља Александра, пут који је водио ка чувеној Царинарници, месту где се извозила роба на Сави, пре свега свиње, шљиве и со, популарно названој Ђумуркана. Од Ђумуркане, пристаништа којег је прво обновио и саградио војвода Лука Лазаревић, ишла је и стална паробордска линија, са бродом Мачва, ондашњим првим и јединим (са Делиградом) паробродом Српског речног бродарског друшта.
Поред ових треба истаћи и Камени шор, или Камењак, који је тако назван након што је општина 1850. године поплочала сокак каменом. Из Камењака настављала је Циганмалска улица, која је преименована у Авде Карабеговића. Поред великог броја шорова и сокака (Камени, Ђумручки, Шанин, Преки, Тошин, Грков, Доњи, Стругарски), Шабац је имао и пет ћуприја: Пољанску, Бенску, Камичанску, Беглербарску, и Стругарску.

## Бели конак Куртовића
Куртовића двор саградио је 1832. Јосиф Јоса Куртовић, оснивач шабачке трговачке породице Куртовић (у Херцеговини Куртешевић), познати трговац сољу.
Јоса Куртовић је оженио кћерку грчког хајдука клефта, Фармакија, Фредерику, прелепу Гркињу, у Шапцу популарно прозвану Шану, чија друга сестра, Нула била за Тому Вучића.

## Предратни квартови
Поред тога су и делови Камичак, област Шапца названа по реци Камичак, која је формирала велику бару (Бару Овељачу), негде на месту данашњег Мачванског трга (на почетку Мачванске улице). Беглук-бару, која се протезала између Шапца и Шипурских ливада, ка Сави, Тополику и улици Штефице Косијер. Тополик, место на коме су одржавали први шабачки вашари Ђурђевданом, у почетку само сточне, пољопривредне намене, на простору где се сада налази Градска хала спортова. Споменимо да је Дудара добила назив по дудовима које засадила на том месту принцеза Јулија Обреновић 1858. године за пример Шапчанкама, и у правцу популарисања ове хортикултуре. Већ споменути Амбари, Вешала, област Баира ка Беглук-бари, за време турске власти, где је вешан српски живаљ. Као и околне области попут Бећиног брда, назван по старцу Бећи који дуже време ту живео сасвим сам, и ишао на игранке код кафане Ђенића (једина кафана на ширем простору Тркалишта, некадашњег Ђенића). Крсмановача, Мијатовача, Јерезац, Магазиновача, Топузовача, Куртовача, Липак, Алфировача, Докторавача, Ринглов, Дудара, Думача, итд.

## Стари Шабац, фотографијеРисте Марјановића
- Господар Јевремова улица
- Карађорђева улица
- Хотел „Зелени венац”
- Масарикова улица
- Саборна црква
- Владичин конак (зграда шабачке библиотеке)
- Шабачка полугимназија (Зграда Народног музеја Шабац)